# Конкурс дизайна головоломок имени Ноба Ёсигахары
Конкурс дизайна головоломок имени Ноба Ёсигахары (англ. Nob Yoshigahara Puzzle Design Competition) — ежегодный конкурс дизайна механических головоломок. Место проведения соревнований каждый год перемещается между городами Северной Америки, Европой и Японией.
Конкурс дизайна головоломок существует с 2001 года, известный с 2005 года как «Конкурс дизайна головоломок имени Ноба Ёсигахары», названный в честь японского дизайнера головоломок Ноба Ёсигахары.
Конкурс проводится совместно с International Puzzle Party (IPP), посвященном обсуждению, показу и торговле механическими головоломками (проводится с 1978 года).

### Победители 2018 года

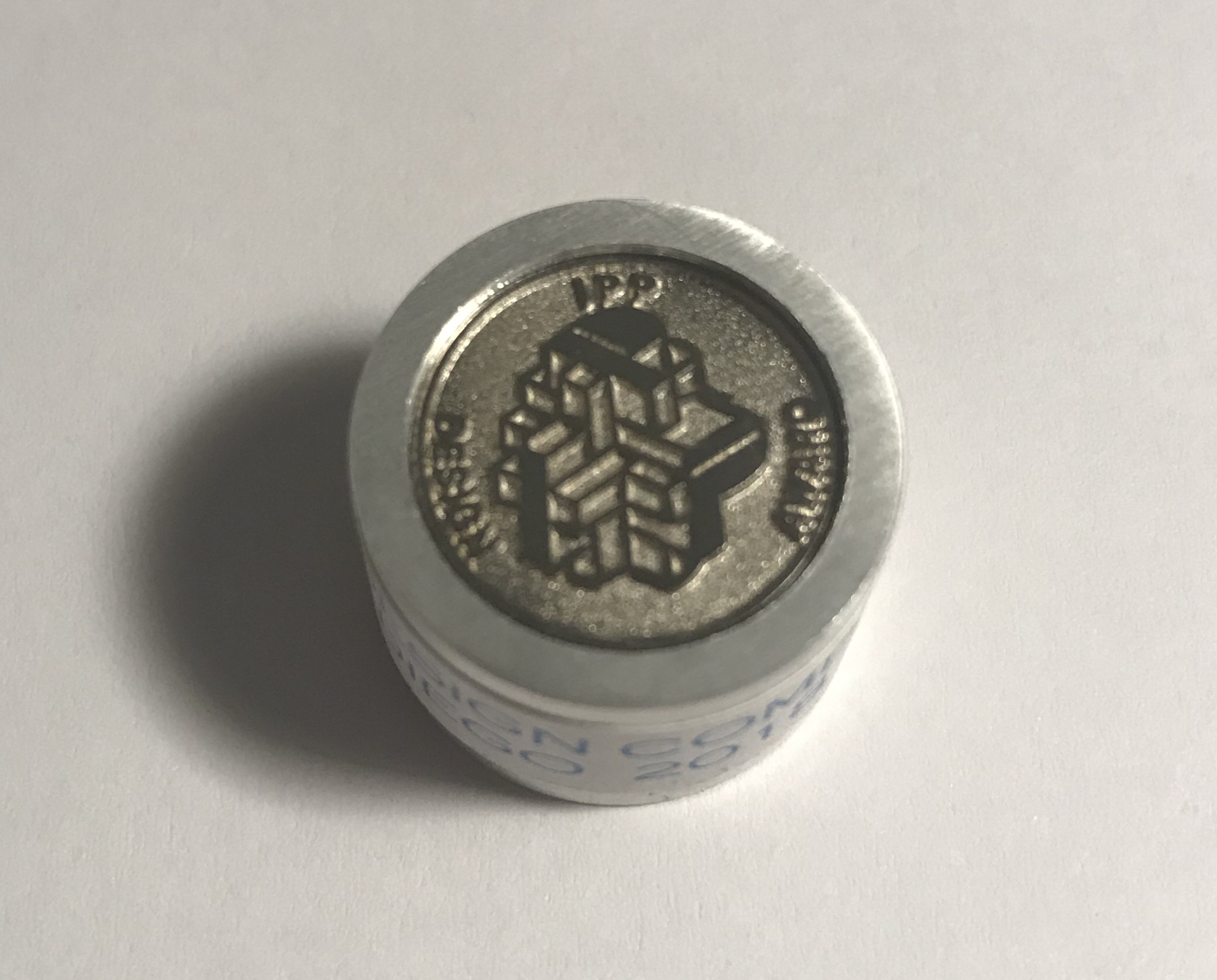
Награда 2018 года Сан-Диего конкурса дизайна головоломок имени Ноба Ёсигахары

Первая премия Большого жюри в этом году была разделена между «5L Box» Хадзимэ Кацумото и «Троицей» Кью Вонгом. Приз «Головоломка года», «Гран-при жюри» и «Пазлеры» были вручены Волке Латусеку за головоломку «Казино».
Почетный приз жюри:
- «Auzzle A2» — Илья В. Осипов,
- «Jigsaw Puzzle 29» — Юу Асака,
- «Nosy Puzzle» — Александр Е Холройд и
- «TicTac’s Tactics» — Эрика Харшбаргера[4].

### Победители 2017 года
Премия пазлеров: «Identical Twins» Осанори Ямамото; Гран-при жюри: «Kakoi» Сиро Тадзимы; Приз жюри 1-й премии: «Barreled Bolt» Эйтана Шера и Дэвид Цура, «No Full Pirouette!» Намика Салахова;
Почетный приз жури: «BurrNova» Джерри МакФарланда, «Free Me 5» от Джо Тернера, «Puzzle Bracelet» Яэла Фридмана и «In a Cage» Сиро Тадзима.